# أفيز أواكان
عبد الحفيظ أولاوالي أواكان (بالإنجليزية: Abdul Afeez Olawale Awakan)‏ المعروف باسم أفيز أواكان (ولد في 22 يونيو 2000 في لاغوس، نيجيريا) لاعب كرة قدم نيجيري يجيد اللعب في مركز الوسط المهاجم وأيضا الوسط المدافع والوسط المحوري. يلعب حاليا لصالح نادي غاز الشمال العراقي منذ 28 فبراير 2024.

## المسيرة الرياضية

### الأندية
في 28 فبراير 2024 انتقل أواكان من الحالة البحريني إلى غاز الشمال العراقي في صفقة انتقال حر.